# Miss Hokusai
Pour les articles homonymes, voir Hokusai (homonymie).
Miss Hokusai (百日紅 〜Miss HOKUSAI〜, Sarusuberi Miss Hokusai) est un film d'animation japonais réalisé par Keiichi Hara et sorti au Japon le 9 mai 2015.
Il s'agit de l'adaptation du manga Sarusuberi de Hinako Sugiura, paru entre 1983 et 1987 dans le magazine Weekly Manga Sunday, et qui relate la vie d'O-Ei, l'une des filles du peintre Katsushika Hokusai, celle qui l'a aidé dans ses œuvres.

## Synopsis
L'histoire commence au Japon en 1814, pendant la période Edo. Edo est la ville actuellement appelée Tokyo. O-Ei est l'une des quatre filles du peintre Tetsuzo, qui se fait ensuite connaître sous le nom de Katsushika Hokusai. Le film se déroule au moment où O-Ei accède à l'âge adulte tandis que son père, âgé d'une grande cinquantaine d'années, est déjà un artiste reconnu dans son pays. Dans son atelier où règne un désordre monstrueux, Tetsuzo passe son temps à créer de somptueuses œuvres d'art. Il est capable de dessiner un ogre sur une surface de 120 tatamis comme de peindre deux moineaux sur un grain de riz, de dessiner des hommes influents, des dragons ou des scènes érotiques. C'est un homme à l'humeur changeante, sarcastique, qui n'est pas mû par la soif de l'argent. O-Ei tient de son père son talent et son obstination. Elle peint très souvent à sa place, sans signer son travail, afin de boucler les commandes ; elle n'obtient donc aucune reconnaissance pour son talent. 
Le film fait alterner des épisodes de la vie commune d'O-Ei et de son père et des peintres qu'ils fréquentent, en particulier Genjirō Ikeda, qui se fait connaître ensuite pour ses peintures de femmes, et Kuninao Utagawa. Plusieurs épisodes de leur vie frôlent le fantastique. Après avoir accidentellement abîmé une peinture de dragon que son père devait livrer un jour plus tard, O-Ei repeint elle-même un dragon par une nuit de tempête, en s'aidant peut-être d'un récit de l'époque des Tang selon lequel il existe une technique permettant de capturer un dragon dans un tableau. Une autre fois, Tetsuzo, O-Ei et Genjirō rendent visite à une courtisane dont le cou s'allonge pendant la nuit selon la rumeur et découvrent que sa tête quitte son corps sous forme astrale pendant la nuit. Une autre fois, un homme commande à O-Ei un tableau de l'Enfer dont il est très satisfait, mais, peu après, son épouse commence à avoir des hallucinations de plus en plus terrifiantes où les démons infernaux la menacent. Tetsuzo se rend compte qu'O-Ei n'a "pas terminé" le tableau et il le termine en y ajoutant l'image d'un saint homme, ce qui fait cesser les apparitions. 
Le film évoque aussi la relation entre O-Ei, Tetsuzo et la demi-sœur d'O-Ei, issue d'un autre mariage du peintre. C'est une petite fille aveugle de naissance, mais Tetsuzo, qui a peur de la mort et de la maladie et déteste les malades, ne la fréquente pas. C'est O-Ei qui s'occupe d'elle en l'emmenant se promener sur le grand pont de bois d'Edo, en lui décrivant les paysages et en lui faisant toucher, écouter et sentir le monde. Dans le même temps, O-Ei reste célibataire et ne s'intéresse pas aux relations amoureuses. Mais son père lui confie des commandes d'estampes érotiques et les clients reprochent aux dessins d'O-Ei d'être trop froidement exécutés. O-Ei tente de s'intéresser à la séduction. Elle a développé des sentiments pour Manji, l'un de ses amis de haut rang social. Mais lorsque celui-ci lui fait la cour, elle s'esquive par dégoût pour le corps masculin. Elle se rend alors dans une maison de passe où elle tente de découvrir le sexe avec un travesti, mais lorsqu'après beaucoup d'embarras et d'hésitations elle commence à avoir envie d'aller plus loin avec lui, il s'endort sur elle après à peine quelques baisers.
Lorsque la petite sœur d'O-Ei tombe malade, O-Ei parvient à convaincre Tetsuzo d'aller lui rendre visite, et il lui peint même un tableau. Mais la petite fille ne se remet pas et dépérit. Un jour, alors que Tetsuzo et O-Ei sont dans leur atelier, Genjirō entre et raconte qu'il a eu l'impression d'être suivi sur le chemin par une petite fille dont la description correspond à celle de la petite sœur d'O-Ei. Un coup de vent violent traverse alors la pièce. O-Ei se précipite chez l'ancienne épouse de Tetsuzo et quand elle y parvient, hors d'haleine, elle apprend que la petite fille est morte. La fille, le père et leurs amis poursuivent leur quotidien bon gré mal gré. Le film se termine en indiquant par un texte affiché à l'écran les destins des principaux personnages. Tetsuzo, devenu Hokusai, meurt à 90 ans. O-Ei lui survit pendant neuf ans et semble avoir voyagé un peu partout, mais nul ne sait où elle est morte.

## Fiche technique
- Titre : Miss Hokusai
- Titre original : 百日紅 〜Miss HOKUSAI〜 (Sarusuberi Miss Hokusai?)
- Réalisation : Keiichi Hara

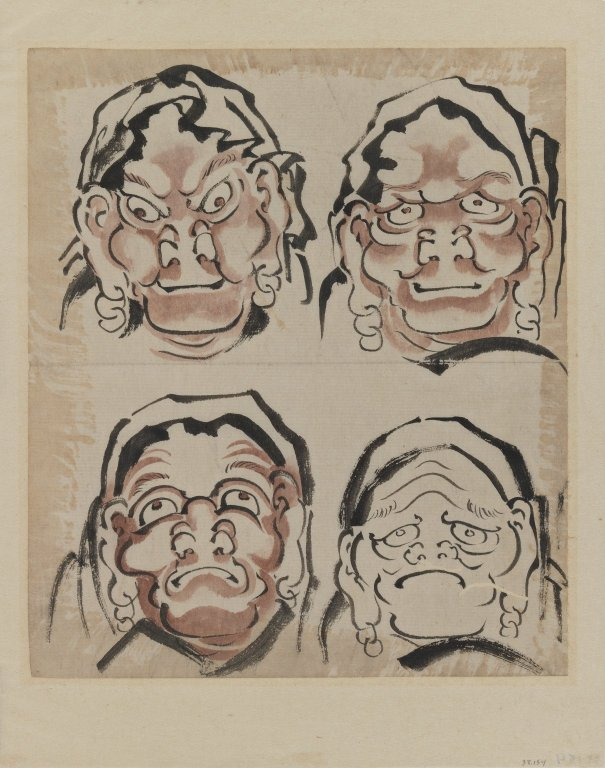
Croquis de quatre visages, par Hokusai (entre 1760 et 1849). Brooklyn Museum.

- Scénario : Miho Maruo, d'après le manga Sarusuberi de Hinako Sugiura
- Musique originale : Harumi Fūki
- Image : Kōji Tanaka
- Montage : Shigeru Nishiyama
- Direction de l'animation : Yoshimi Itazu
- Décors : Hiroshi Ōno
- Studio de production : Production I.G
- Pays de production :  Japon
- Durée : 86 minutes
- Dates de sortie : 
  - Japon : 9 mai 2015[1]
  - France : 20 juin 2015 (festival d'Annecy), 2 septembre 2015 (sortie nationale)[2]

## Doublage

### Voix originales japonaises
- Anne Watanabe : O-Ei
- Yutaka Matsushige : Katsushika Hokusai, père d'O-Ei
- Gaku Hamada (ja) : Genjirō Ikeda
- Kengo Kōra : Kuninao Utagawa
- Jun Miho : Koto
- Miyu Irino : Kagema

### Voix françaises
- Pauline de Meurville : O-Ei
- Sylvain Lemarié : Tetsuzo
- Susan Sindberg : Koto
- Lucille Boudonnat : O'Na
- Jean-Marco Montalto : Zenjiro
- Jochen Hägele : Munji-Do
- Nayéli Forest : Sayogoromo
- Fabrice Lelyon : Hatsugoro
- François Créton : Kichia
- Renaud Heine : Kuminao
- Jacques Albaret : l'homme aux oiseaux

 Source et légende : version française (VF) sur RS Doublage et Planète Jeunesse

## Conception du film

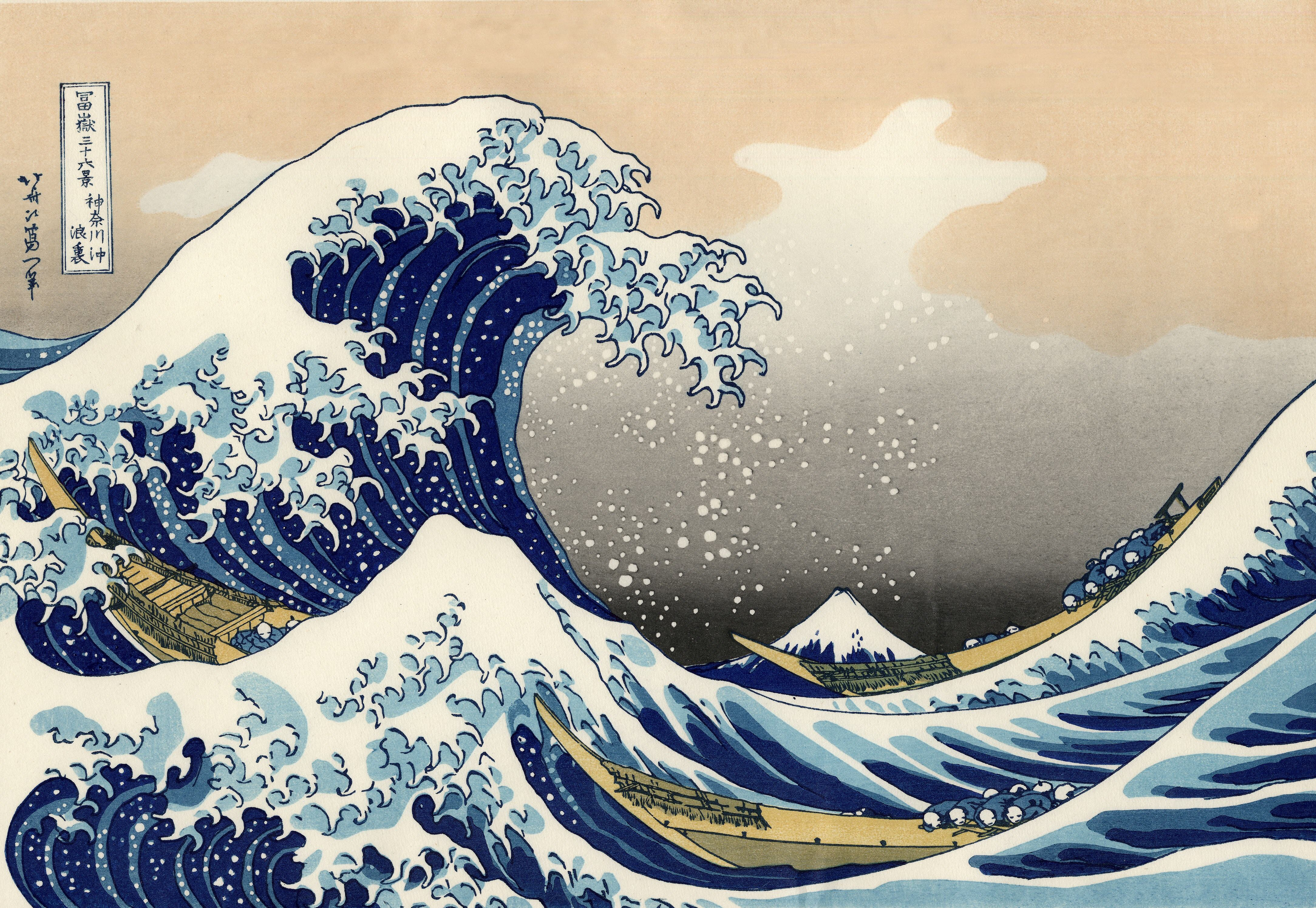
La Grande Vague de Kanagawa, estampe créée par Hokusai en 1831 pour sa série des Trente-six vues du mont Fuji, apparaît brièvement dans le film.

Miss Hokusai est une adaptation du manga historique Sarusuberi écrit et dessiné par la mangaka Hinako Sugiura (également historienne spécialiste de la période Edo). Keiichi Hara connaissait ce manga et y avait puisé de l'inspiration dès ses films précédents (notamment pour une apparition de dragon dans Un été avec Coo). Keiichi Hara écrit les grandes lignes du scénario du film avant de les remettre à la scénariste Miho Maruo, qui écrit le scénario complet. Le manga d'origine prend la forme d'une série de récits sans continuité narrative entre eux, chacun centré sur un personnage différent. Le film devant donc brasser beaucoup d'éléments différents, Keiichi Hara choisit de se concentrer sur le personnage d'O-Ei et notamment sur sa relation avec sa petite sœur O-Nao : les relations familiales fournissent ainsi une cohérence à l'ensemble. 
Certaines scènes sont des inventions faites pour le film : c'est le cas de la scène où O-Nao joue dans la neige et de la fin du film. De même, Keiichi Hara dispose d'une certaine liberté dans le traitement du personnage d'O-Ei, dont on sait peu de choses, même s'il se base beaucoup sur le manga. Keiichi Hara, en se fondant sur le travail de Hinao Siugura, estime que les femmes de la classe populaire à laquelle appartenait O-Ei étaient moins soumises à une pression sociale visant à imposer certains modèles de comportement et disposaient de ce fait d'une liberté accrue, contrairement à ce qui se passa ensuite après la restauration Meiji en 1868.
En termes de graphisme, Keiichi Hara ne cherche pas à adapter les estampes de Hokusai à l'écran, même si certaines apparaissent à l'image. Il se concentre sur la vie de deux peintres, le père et la fille, et des gens qu'ils fréquentent, pendant la période Edo.
La reconstitution historique de l'époque d'Edo, période à laquelle vivent les personnages du film, passe entre autres par un travail sur l'univers sonore afin d'évoquer les sols et les chaussures en bois ou les froissements des kimonos.
La musique du film est composée par Narumi Fuuki, avec qui Keiichi Hara avait déjà travaillé pour son film précédent, L'Aube d'un cinéaste. Deux scènes du film recourent à une musique rock comprenant des guitares électriques, sonorités naturellement anachroniques pour la période Edo, mais qui permettent de présenter la personnalité d'O-Ei. Cela a été inspiré à Keiichi Hara par le fait que Hinako Siugura, l'auteure du manga d'origine, aimait dessiner en écoutant du rock.

## Accueil

### Accueil critique

#### Au Japon
Au Japon, le quotidien anglophone The Japan Times livre une très bonne critique du film. Marc Schilling apprécie les graphismes élaborant « une évocation merveilleusement détaillée de la période Edo », la fidélité au manga et le travail de documentation sur la période, mais aussi le parti pris du fantastique mettant en scène les croyances de l'époque et le soin apporté par Hara à la représentation des relations entre les personnages, qui confère une profondeur émotionnelle au film sans reprendre la sentimentalité conventionnelle ou les intrigues amoureuses impeccablement ficelées fréquentes dans les films d'animation japonais commerciaux.

#### En France
À sa sortie en France, Miss Hokusai reçoit un très bon accueil dans la presse. Le site Allociné confère au film une note moyenne de 3,9/5 à partir de l'interprétation de 22 critiques de presse. Parmi les meilleures critiques, celle de Vincent Ostria dans L'Humanité considère Miss Hokusai comme « Un dessin animé ludique mais pas enfantin, qui fait la part belle à l'onirisme et au fantastique, transcendant cette vision imaginée de la vie d'artiste ». Dans Les Inrockuptibles, le même critique explique que le film adopte la forme d'un « récit discontinu, sans intrigue centrale, sans résolution ni grand morceau de bravoure, [et qui] se termine en points de suspension ». Il remarque aussi que « malgré les apparences, le contemplatif prend le pas sur l'humain. » Dans Libération, Marius Chapuis juge que « La force de Miss Hokusai repose dans sa langueur, ses hésitations dans le portrait impressionniste d’une femme disparue des mémoires ». Dans Le Dauphiné libéré, Jean Serroy trouve dans Miss Hokusai « un beau portrait de femme, dans un film d’une grande beauté formelle ». Dans Le Monde, Noémie Luciani juge le film « inventif, raffiné, soucieux de toujours rendre à Hokusai père et fille l’art et l’âme qui leur appartiennent ». Dans Télérama, Guillemette Odicino apprécie la façon dont le film dépeint la sensualité et l'insouciance de l'ère Edo en suivant la vie au jour le jour des personnages principaux, mais aussi la façon dont cette chronique de la vie d'une femme émancipée touche fait aussi aller de pair l'art et le fantastique.
Plusieurs critiques émettent cependant quelques réserves, qui portent principalement sur le degré d'achèvement du scénario. Dans La Croix, Stéphane Dreyfus apprécie ce « beau portrait de femmes tracé par petites touches sensibles » mais lui trouve « un goût d'inachevé ». Dans Le Journal du dimanche, Stéphanie Belpêche estime que la principale qualité du film est son univers visuel merveilleux, mais regrette un récit qui lui semble « un peu décousu, [lançant] plusieurs pistes sans les approfondir ».
Les revues spécialisées de cinéma font en général bon accueil au film. Dans Les Cahiers du cinéma, Stéphane du Mesnildot estime que le film « confirme le talent d’un cinéaste minutieux, bâtissant une œuvre personnelle en marge des épopées guerrières ou mecha de ses pairs ». Même avis de la part de Yann Lebecque dans L'Écran fantastique : le réalisateur lui paraît « plus sûr que lors de ses deux précédentes tentatives, son trait s’affirme, sa réalisation se fluidifie ». Mais dans Positif, Bernard Génin, tout en reconnaissant qu'« on apprend pas mal de choses » dans le film, le trouve « ordinaire dans le graphisme comme dans l'animation ».

### Box-office
En France, Miss Hokusai réalise 19 196 entrées pendant sa première semaine d'exploitation et en cumule 43 557 le 26 septembre, un peu plus de trois semaines après sa sortie.

## Distinctions
Début 2015, Miss Hokusai remporte le prix Mainichi du meilleur film d'animation 2014. En mars 2015, le réalisateur Keiichi Hara est récompensé par le prix Anime d'or au Tokyo Anime Award Festival pour l'ensemble de son œuvre ; le jury considère Miss Hokusai comme un film « sublimant admirablement l’héritage de l’art populaire du Japon ». Le film reçoit également le prix du jury pour un long métrage au festival international du film d'animation d'Annecy en juin 2015 et trois prix au festival FanTasia de Montréal en août 2015 : le Prix Sequences du meilleur film asiatique, le Prix Satoshi Kon du meilleur film d'animation et le Prix d'or du public du meilleur film d'animation.